# Lijst van Ämter in Sleeswijk-Holstein
Deze lijst van Ämter in Sleeswijk-Holstein is gesorteerd op naam van het Amt (tussen haakjes de Kreis).
Sleeswijk-Holstein telt 85 Ämter (stand 1 januari 2012):
| Amt                                       | Kreis                          |
| ----------------------------------------- | ------------------------------ |
| Amt Achterwehr                            | Kreis Rendsburg-Eckernförde    |
| Amt Arensharde                            | Kreis Schleswig-Flensburg      |
| Amt Bad Bramstedt-Land                    | Kreis Segeberg                 |
| Amt Bad Oldesloe-Land                     | Kreis Stormarn                 |
| Amt Bargteheide-Land                      | Kreis Stormarn                 |
| Amt Berkenthin                            | Kreis Herzogtum Lauenburg      |
| Amt Bokhorst-Wankendorf                   | Kreis Plön                     |
| Amt Boostedt-Rickling                     | Kreis Segeberg                 |
| Amt Bordesholm                            | Kreis Rendsburg-Eckernförde    |
| Amt Bornhöved                             | Kreis Segeberg                 |
| Amt Breitenburg                           | Kreis Steinburg                |
| Amt Breitenfelde                          | Kreis Herzogtum Lauenburg      |
| Amt Büchen                                | Kreis Herzogtum Lauenburg      |
| Amt Burg-Sankt Michaelisdonn              | Kreis Dithmarschen             |
| Amt Büsum-Wesselburen                     | Kreis Dithmarschen             |
| Amt Dänischenhagen                        | Kreis Rendsburg-Eckernförde    |
| Amt Dänischer Wohld                       | Kreis Rendsburg-Eckernförde    |
| Amt Eggebek                               | Kreis Schleswig-Flensburg      |
| Amt Eiderkanal                            | Kreis Rendsburg-Eckernförde    |
| Amt Eiderstedt                            | Kreis Nordfriesland            |
| Amt Elmshorn-Land                         | Kreis Pinneberg                |
| Amt Flintbek                              | Kreis Rendsburg-Eckernförde    |
| Amt Fockbek                               | Kreis Rendsburg-Eckernförde    |
| Amt Föhr-Amrum                            | Kreis Nordfriesland            |
| Amt Geltinger Bucht                       | Kreis Schleswig-Flensburg      |
| Amt Großer Plöner See*                    | Kreis Plön, Kreis Ostholstein  |
| Amt Haddeby                               | Kreis Schleswig-Flensburg      |
| Amt Haseldorf                             | Kreis Pinneberg                |
| Amt Hörnerkirchen                         | Kreis Pinneberg                |
| Amt Hohe Elbgeest                         | Kreis Herzogtum Lauenburg      |
| Amt Hohner Harde                          | Kreis Rendsburg-Eckernförde    |
| Amt Horst-Herzhorn                        | Kreis Steinburg                |
| Amt Hürup                                 | Kreis Schleswig-Flensburg      |
| Amt Hüttener Berge                        | Kreis Rendsburg-Eckernförde    |
| Amt Itzehoe-Land                          | Kreis Steinburg                |
| Amt Itzstedt*                             | Kreis Segeberg, Kreis Stormarn |
| Amt Jevenstedt                            | Kreis Rendsburg-Eckernförde    |
| Amt Kaltenkirchen-Land                    | Kreis Segeberg                 |
| Amt Kappeln-Land                          | Kreis Schleswig-Flensburg      |
| Amt Kellinghusen                          | Kreis Steinburg                |
| Amt Kirchspielslandgemeinde Heider Umland | Kreis Dithmarschen             |
| Amt Kirchspielslandgemeinden Eider        | Kreis Dithmarschen             |
| Amt Kisdorf                               | Kreis Segeberg                 |
| Amt Krempermarsch                         | Kreis Steinburg                |
| Amt Kropp-Stapelholm                      | Kreis Schleswig-Flensburg      |
| Amt Langballig                            | Kreis Schleswig-Flensburg      |
| Amt Lauenburgische Seen                   | Kreis Herzogtum Lauenburg      |
| Amt Leezen                                | Kreis Segeberg                 |
| Amt Lensahn                               | Kreis Ostholstein              |
| Amt Lütau                                 | Kreis Herzogtum Lauenburg      |
| Amt Lütjenburg                            | Kreis Plön                     |
| Amt Landschaft Sylt                       | Kreis Nordfriesland            |
| Amt Marne-Nordsee                         | Kreis Dithmarschen             |
| Amt Mittelangeln                          | Kreis Schleswig-Flensburg      |
| Amt Mitteldithmarschen                    | Kreis Dithmarschen             |
| Amt Mittelholstein                        | Kreis Rendsburg-Eckernförde    |
| Amt Mittleres Nordfriesland               | Kreis Nordfriesland            |
| Amt Molfsee                               | Kreis Rendsburg-Eckernförde    |
| Amt Moorrege                              | Kreis Pinneberg                |
| Amt Nordstormarn                          | Kreis Stormarn                 |
| Amt Nordsee-Treene                        | Kreis Nordfriesland            |
| Amt Nortorfer Land                        | Kreis Rendsburg-Eckernförde    |
| Amt Oeversee                              | Kreis Schleswig-Flensburg      |
| Amt Oldenburg-Land                        | Kreis Ostholstein              |
| Amt Ostholstein-Mitte                     | Kreis Ostholstein              |
| Amt Pellworm                              | Kreis Nordfriesland            |
| Amt Pinnau                                | Kreis Pinneberg                |
| Amt Preetz-Land                           | Kreis Plön                     |
| Amt Probstei                              | Kreis Plön                     |
| Amt Rantzau                               | Kreis Pinneberg                |
| Amt Sandesneben-Nusse                     | Kreis Herzogtum Lauenburg      |
| Amt Schafflund                            | Kreis Schleswig-Flensburg      |
| Amt Schenefeld                            | Kreis Steinburg                |
| Amt Schlei-Ostsee                         | Kreis Rendsburg-Eckernförde    |
| Amt Schrevenborn                          | Kreis Plön                     |
| Amt Schwarzenbek-Land                     | Kreis Herzogtum Lauenburg      |
| Amt Selent/Schlesen                       | Kreis Plön                     |
| Amt Siek                                  | Kreis Stormarn                 |
| Amt Südangeln                             | Kreis Schleswig-Flensburg      |
| Amt Süderbrarup                           | Kreis Schleswig-Flensburg      |
| Amt Südtondern                            | Kreis Nordfriesland            |
| Amt Trave-Land                            | Kreis Segeberg                 |
| Amt Trittau                               | Kreis Stormarn                 |
| Amt Viöl                                  | Kreis Nordfriesland            |
| Amt Wilstermarsch                         | Kreis Steinburg                |

* Amt ligt in twee verschillende Kreisen